# 中国国際貿易センター
中国国際貿易センター（ちゅうごく-こくさいぼうえき-センター）は中華人民共和国北京市朝陽区に位置するビジネスセンター。略称は国貿。
北京の新たな都心である北京CBD（北京商务中心区）内の、建国門外大街と東三環路の交差点に面する位置にある。オフィスビルや高級ホテルや国際展示場が立ち並び、改革開放後の北京でも最も早くから多国籍企業や高級な商店が集積した場所でもある。「国貿」は市民の間では高級ショッピングセンターとしても有名で、幹線道路である建国門外大街と東三環路の立体交差は「国貿」にちなんで「国貿橋」と呼ばれている。
この地区の建設は、対外貿易経済合作部に属する企業と、マレーシアの郭氏兄弟集団に属する香港企業ケリー・グループ（シャングリ・ラ・ホテルズ&リゾーツを経営する）の共同投資により、1985年8月に始まった。1990年8月30日に第一期が完成し北京の新都心の象徴となった。2009年には、当時北京市内で最も高い超高層ビルであった中国国際貿易センター第三期（高さ330m）が完成した。
中国国際貿易センターには12ヘクタールの土地に総建築面積56万平方メートルの建物が建つ。建物の内訳は、オフィスビル（写字楼）、ショッピングセンター（国貿商城）、北京を代表するホテルである5つ星ホテルの中国大飯店（チャイナワールド ホテル 北京）、4つ星ホテルの国貿飯店（トレーダース ホテル 北京）、高級マンション（国貿公寓および世紀公寓）、国際展示場（国貿展庁）などである。このビジネスセンターを運営する中国国際貿易センターは1999年初頭に上海証券取引所に上場した。
中国国際貿易センターのオフィスビルには国貿大廈1座、国貿大廈2座、国貿西楼、国貿東楼があり、これだけで総面積は17万平方メートルを超える。欧米や日本などの有名企業も多数この地区に拠点を置いている。
最寄り駅は、北京地下鉄1号線と10号線の国貿駅。